# 龍漢標
龍漢標（英語：Louis Loong Hon-biu，1951年—），香港政治人物，香港立法會議員。他於2021年通過立法會選舉首度晉身立法會。

## 背景
龍漢標於1959年轉讀九龍界限街166號聖恩英文書院分校（小學部）小三年級（現址為當代書院），1960年轉讀何文田村木屋區第五區樂道學校小四年級，1967年畢業於喇沙書院（與前香港城市大學政治學教授鄭宇碩為同屆同學），繼而畢業於香港大學經濟及工商管理學院。他於中學畢業後投身銀行界，入職香港上海滙豐銀行，再於1990年代出任香港電訊企業事務總監，1999年9月出任香港地產建設商會秘書長，2009年至2010年曾任聯合國兒童基金會香港委員會主席。2021年參選香港立法會選舉地產及建造界功能界別功能界別，當選為第七屆香港立法會議員（地產及建造界）。

## 外部鏈接
- 香港房屋會議個人簡介 （页面存档备份，存于）